# The Freshies
The Freshies foi uma banda de Punk de Manchester, Inglaterra formada em 1970 e tendo fim no início de 1980 , liderada pelo cantor e comediante Chris Sievey (mais tarde conhecido por seu personagem Frank Sidebottom).

## Carreira
Chris Sievey havia surgido no início da década de 1970, e lançou duas cassetes em seu próprio nome antes de iniciar a The Bees Knees em 1972 com o baixista Paul Burke,renomeando-a para The Freshies em 1974. Segundo Sievey, quando a banda estava procurando um guitarrista,Johnny Marr,na época com quatorze anos de idade, apareceu na casa dele querendo entrar na banda, mas lhe disseram que ele era muito jovem  O EP do  The Freshies foi lançado em 1978 na própriagravadora Razz de Sievey , e foi seguido mais tarde naquele ano pelo EP intitulado Straight In at No. 2 EP. Outros que tocaram com Sievey incluem, na formação inicial, Martin Jackson (mais tarde membro da Magazine e da Swing Out Sister) e Billy Duffy (mais tarde membro da The Cult). Em 1978, entraram para a banda  Barry Spencer (guitarra), Eddie Carter (guitarra) e Bob Dixon (bateria).  Em 1979 a banda era formada por Sievey, Spencer, Rick Sarko (baixo, ex-The Nosebleeds) e Mike Doherty (bateria, ex-The Smirks). Outros que tocaram  na banda incluem Lyn Oakey (guitarra), Steve Hopkins (teclados),Paul Whittall (teclados), Paul Burgess (bateria) e Rick Maunder (baixo)  O single mais vendido e mais conhecido da banda é a música  de 1980 "I'm In Love With The Girl On The Manchester Virgin Megastore Check-out Desk "renomeada depois para " I'm In Love With The Girl On A Certain Manchester Megastore Check-out Desk ", a pedido da BBC Radio 1 (uma versão com o termo " Virgin" censurado para permitir que ela fosse tocada nas rádios, sem ser considerada publicidade também foi lançada), que alcançou o número 54 na UK Singles Chart em fevereiro de 1981 depois de ter sido gravada pela MCA, eventualmente vendendo mais de 40.000 cópias. Na época, a menina que foi tema da canção era frequentemente abordada pelos fãs para autografar cópias do single. O sucesso do single levou Richard Branson a realizar uma busca à ex-garota do caixa em questão em 2006, com o objetivo de convidá-la para a abertura da nova Virgin Megastore, em Manchester, em reconhecimento do papel que ela desempenhou na história da  loja original. Sievey antecipou-se à ética de auto-financiamento do punk. Quando ele criou sua própria gravadora em 1974 Razz. Razz passou a lançar mais de sessenta títulos, incluindo a maior parte do material do The Freshies. Eles também produziram o primeiro singlemultimídia, através do  The Biz, um jogo do ZX Spectrum, na versão em fita de um dos seus singles, algo que mais tarde Sievey fez novamente  em sua  carreira solo  com o seu single "Camouflage" 
O The  Freshies se dissolveu em Fevereiro de 1982.  Sievey continuou com o nome Freshies por um tempo, enquanto trabalhou em um duo com Barbara O'Donovan, e lançou o single "Fasten Your Seatbelts", em setembro de 1982 e "Camouflage", em 1983. Sievey mais tarde conheceu a fama como Frank Sidebottom.
Sievey morreu em 21 de junho de 2010, em Hale, Grande Manchester, aos 54 anos. Ele sofria de câncer

## Discografia

### Albúms
- All Sleep's Secrets (1978), Razz - originalmente lançado em 1976, creditado a Chris Sievey
- Manchester Plays (1979), Razz - cassette
- Sing the Girls From Banana Island... (1979), Razz - cassette
- Rough and Ready (1980), Razz - cassette
- London Plays (1981), Razz

Compilações===
- Johnny Radar Story (1985), ETS
- Early Razz (1985), ETS
- Studio Out-Takes (1985), ETS
- The Very Very Best of the Freshies: Some Long & Short Titles (2005), Cherry Red
- Remembering The Freshies (2010), Cherry Red

### Singles, EPs
- The Freshies EP (1978), Razz
- Straight in at N°2 EP (1978), Razz
- The Men from Banana Island Whose Stupid Ideas Never Caught On In the Western World as We Know It EP (1979), Razz
- "My Tape's Gone" (1980), Razz
- "We're Like You" (1980), Razz
- "Yellow Spot" (1980), Razz
- "No Money" (1980), Razz
- Red Indian Music EP (1980), Razz - credited to The Freshies with Chris Sievey
- "I'm In Love With The Girl On A Certain Manchester Megastore Checkout Desk" (1980), Razz - UK Indie No. 46,[8] reissued (1981), MCA
- Virgin Megastore EP (1981), Razz - 12-inch includes "Frank Talks to Chris"
- "Wrap Up The Rockets" (1981), MCA
- "I Can't Get "Bouncing Babies" by The Teardrop Explodes" (1981), MCA
- "If You Really Love Me, Buy Me a Shirt" (1981), CV
- "Dancin' Doctors" (1981), Razz/Pinnacle
- "Fasten Your Seat Belts" (1982), Stiff
- "Camouflage" (1983), Random/EMI

### VHS
- Razzvizz 2 (1981), Razz